# Cejkov (hrad)
Cejkov je zaniklý hrad ve správním území stejnojmenné obce v okrese Trebišov v Košickém kraji na Slovensku. Stával na vrchu Várheď nad jižním okrajem vesnice. Hrad byl založen ve čtrnáctém století. V následujícím století byl dvakrát pobořen, ale definitivně jej císařské vojsko zbořilo až v roce 1673.

## Historie
Hrad pravděpodobně založili příslušníci rodu Kaplonů po roce 1316, pravděpodobně ve druhé čtvrtině čtrnáctého století. První písemná zmínka o něm pochází z roku 1403, kdy král Zikmund zkonfiskoval majetek Jiřího a Martina z cejkovské větve rodu Kaplonů a nechal hrad zbořit. V roce 1407 konfiskát daroval Petru Soósovi a Matějovi z Klačan. Noví majitelé chtěli hrad obnovit, ale podle zmínky z roku 1438 byl Cejkov zříceninou. Obnova hradu je spojena s Martinem z Cejkova, ale v roce 1471 nařídil uherský sněm opět hrad zbourat. Příkaz byl proveden jen částečně, protože až do sedmnáctého století hrad sloužil potřebám správy panství. Definitivně byl Cejkov pobořen císařským vojskem v roce 1673 v průběhu Thökölyho povstání.

## Stavební podoba
Dvojdílný hrad byl obklopen valem a příkopem. Na severovýchodní straně je oválný prostor předhradí, v jehož čele se nachází okrouhlá prohlubeň s průměrem okolo sedmi metrů, která může být pozůstatkem věže. Zbývající zástavba předhradí byla nejspíše dřevěná. Plošina hradního jádra převyšuje předhradí o osm až deset metrů. Má lichoběžníkový půdorys s rozměry 14 × 10 metrů. Vzhledem ke stísněnosti se v něm nacházela jediná kamenná stavba, pravděpodobně věžovitý palác.